# ジュゼッペ・ファヴァッリ
ジュゼッペ・ファヴァッリ（Giuseppe Favalli、1972年1月8日 - ）はイタリア・オルツィヌオーヴィ出身の元同国代表サッカー選手。現役時代のポジションはディフェンダー。

## 経歴
ファヴァッリのキャリアの始まりはセリエBのクラブ、クレモネーゼであった。1988-1989シーズンにトップチーム昇格を果たすと、チームがセリエA昇格を果たした1989年にデビューを飾った。
チームは1年で降格したものの、翌シーズンにファヴァッリの活躍もあって再昇格、この活躍により1992-1993シーズンにラツィオ移籍を果たす。ここで不動の左サイドバックとして活躍し、1997-1998シーズンのコッパ・イタリア制覇を支えた。
翌年にはカップウィナーズカップを制し、1999-2000シーズンには26シーズンぶりのスクデットを獲得とコッパ・イタリア制覇とチームはとんとん拍子でタイトルを積み重ねた。
この後、チームのキャプテンに指名されチームを牽引、2003-2004シーズンにクラブ最多出場記録となる394試合出場を果たす（それ以前の記録はジュゼッペ・ウィルソンが所持）。このシーズンにはファヴァッリの記録に花を添えるように再びコッパ・イタリア制覇を果たした。このシーズン終了後に12年所属したラツィオに別れを告げた。
ビッグクラブを含む複数のクラブからのオファーを受けたものの、ファヴァッリは当時不振に喘ぐインテルを選び、現役時代も共に戦ったロベルト・マンチーニの手に委ねられたチーム再建の核となった。
インテルでは2度のコッパ・イタリア制覇（自身5度目）を経験、セリエA通算400試合出場などの記録を打ち立てた。2006-07シーズンからミランへ加入した。

## 代表
イタリア代表としてはU-18、U-21とユースチームを渡り歩き、バルセロナ五輪に出場した。1994年のエストニア戦でA代表デビューを果たした。

## タイトル

### クラブ
ラツィオ
- セリエA : 1999-00
- コッパ・イタリア : 1997-98, 1999-00, 2003-04
- スーペルコッパ・イタリアーナ : 1998, 2000
- UEFAカップウィナーズカップ : 1998-99
- UEFAスーパーカップ : 1999

インテル
- セリエA : 2005-06
- コッパ・イタリア : 2004-05, 2005-06
- スーペルコッパ・イタリアーナ : 2005

ミラン
- UEFAチャンピオンズリーグ : 2006-07
- UEFAスーパーカップ : 2007
- FIFAクラブワールドカップ : 2007
- ドバイ・チャレンジ・カップ（英語版） : 2007

### 代表
イタリア
- UEFA U-21欧州選手権 : 1992